# Неошо (округ)
Нео́шо (англ. Neosho County; стандартное обозначение NO) — округ в штате Канзас, США. Официально образован 3 июня 1861 года. По состоянию на 2010 год, численность населения составляла 16 512 человек.

## География
По данным Бюро переписи США, общая площадь округа равняется 1 497,021 км2, из которых 1 478,891 км2 суша и 16,317 км2 или 1,100 % это водоёмы.

## Население
По данным переписи населения 2000 года в округе проживает 16 997 жителей в составе 6 739 домашних хозяйств и 4 683 семей. Плотность населения составляет 11,00 человек на км2. На территории округа насчитывается 7 461 жилых строений, при плотности застройки около 5,00-ти строений на км2. Расовый состав населения: белые — 94,90 %, афроамериканцы — 0,87 %, коренные американцы (индейцы) — 0,98 %, азиаты — 0,32 %, гавайцы — 0,02 %, представители других рас — 1,05 %, представители двух или более рас — 1,86 %. Испаноязычные составляли 2,91 % населения независимо от расы.
В составе 31,50 % из общего числа домашних хозяйств проживают дети в возрасте до 18 лет, 57,40 % домашних хозяйств представляют собой супружеские пары проживающие вместе, 8,50 % домашних хозяйств представляют собой одиноких женщин без супруга, 30,50 % домашних хозяйств не имеют отношения к семьям, 27,10 % домашних хозяйств состоят из одного человека, 13,80 % домашних хозяйств состоят из престарелых (65 лет и старше), проживающих в одиночестве. Средний размер домашнего хозяйства составляет 2,45 человека, и средний размер семьи 2,96 человека.
Возрастной состав округа: 25,70 % моложе 18 лет, 8,90 % от 18 до 24, 25,40 % от 25 до 44, 22,50 % от 45 до 64 и 22,50 % от 65 и старше. Средний возраст жителя округа 38 лет. На каждые 100 женщин приходится 93,40 мужчин. На каждые 100 женщин старше 18 лет приходится 91,10 мужчин.
Средний доход на домохозяйство в округе составлял 32 167 USD, на семью — 38 532 USD. Среднестатистический заработок мужчины был 26 906 USD против 19 387 USD для женщины. Доход на душу населения составлял 16 539 USD. Около 10,00 % семей и 13,00 % общего населения находились ниже черты бедности, в том числе — 17,60 % молодёжи (тех, кому ещё не исполнилось 18 лет) и 10,60 % тех, кому было уже больше 65 лет.